# Peng Qingyue
Peng Qingyue (chiń. 彭清玥; ur. 13 stycznia 2005) – chińska skoczkini narciarska. Olimpijka (2022) oraz uczestniczka mistrzostw świata seniorów (2023) i mistrzostw świata juniorów (2023).

## Przebieg kariery
W FIS Cupie zadebiutowała 25 stycznia 2020 w zawodach odbywających się w Rastbüchl, zajmując 18. lokatę. Ze względu na młody wiek nie zdobyła punktów do klasyfikacji generalnej. Zrobiła to w lipcu 2021, plasując się w pierwszej dziesiątce, a 17 lipca zadebiutowała w Letnim Pucharze Kontynentalnym, kończąc zawody w Kuopio na 8. i 6. miejscu. W sierpniu 2021 zadebiutowała w Letnim Grand Prix, zajmując 30. pozycję we Frenštácie. 5 września 2021 roku po raz pierwszy stanęła na podium w cyklu FIS Cup, wygrywając konkurs w Ljubnie.
W dniach 4 i 5 grudnia 2021 wystąpiła w zimowej edycji Pucharu Kontynentalnego, plasując się dwukrotnie na 5. miejscu. 10 grudnia 2021 zadebiutowała w Pucharze Świata, kończąc na 38. lokacie w Klingenthal. Wystąpiła na Zimowych Igrzyskach Olimpijskich 2022. W konkursie indywidualnym zajęła 38. pozycję, a konkurs drużyn mieszanych wraz z kolegami z drużyny ukończyła na 10. miejscu.
18 lutego 2023 zdobyła pierwsze w karierze punkty Pucharu Świata, zajmując 25. miejsce w zawodach w Râșnovie.

## Igrzyska olimpijskie
| Miejsce | Dzień    | Rok  | Miejscowość       | Skocznia  | Punkt K | HS     | Konkurs      | Skok 1 | Skok 2 | Nota                 | Strata    | Zwyciężczyni |
| ------- | -------- | ---- | ----------------- | --------- | ------- | ------ | ------------ | ------ | ------ | -------------------- | --------- | ------------ |
| 38.     | 5 lutego | 2022 | Pekin/Zhangjiakou | Snow Ruyi | K-95    | HS-106 | indywid.     | 63,5 m | –      | 31,3 pkt             | 207,7 pkt | Urša Bogataj |
| 10.     | 7 lutego | 2022 | Pekin/Zhangjiakou | Snow Ruyi | K-95    | HS-106 | druż. miesz. | 65,0 m | –      | 229,8 pkt (42,0 pkt) | 771,7 pkt | Słowenia     |

## Mistrzostwa świata
| Miejsce | Dzień     | Rok  | Miejscowość | Skocznia           | Punkt K | HS     | Konkurs  | Skok 1 | Skok 2 | Nota                  | Strata    | Zwyciężczyni      |
| ------- | --------- | ---- | ----------- | ------------------ | ------- | ------ | -------- | ------ | ------ | --------------------- | --------- | ----------------- |
| 37.     | 23 lutego | 2023 | Planica     | Srednja skakalnica | K-95    | HS-102 | indywid. | 83,5 m | –      | 89,4 pkt              | 159,7 pkt | Katharina Althaus |
| 8.      | 25 lutego | 2023 | Planica     | Srednja skakalnica | K-95    | HS-102 | druż.    | 76,0 m | 86,0 m | 631,6 pkt (147,4 pkt) | 212,2 pkt | Niemcy            |

## Mistrzostwa świata juniorów
| Miejsce | Dzień    | Rok  | Miejscowość | Skocznia              | Punkt K | HS     | Konkurs      | Skok 1 | Skok 2 | Nota                 | Strata    | Zwyciężczyni       |
| ------- | -------- | ---- | ----------- | --------------------- | ------- | ------ | ------------ | ------ | ------ | -------------------- | --------- | ------------------ |
| 22.     | 2 lutego | 2023 | Whistler    | Whistler Olympic Park | K-95    | HS-104 | indywid.     | 80,5 m | 81,5 m | 155,7 pkt            | 105,0 pkt | Alexandria Loutitt |
| 12.     | 5 lutego | 2023 | Whistler    | Whistler Olympic Park | K-95    | HS-104 | druż. miesz. | 81,0 m | –      | 329,1 pkt (80,8 pkt) | 591,1 pkt | Słowenia           |

## Puchar Świata

### Miejsca w klasyfikacji generalnej
| Sezon     | Miejsce |
| --------- | ------- |
| 2022/2023 | 51.     |
| 2023/2024 | 53.     |

### Miejsca w poszczególnych konkursachPucharu Świata
stan na 23 lutego 2025
| Źródło | Źródło      | Źródło      | Źródło      | Źródło                 | Źródło                 | Źródło     | Źródło  | Źródło  | Źródło    | Źródło    | Źródło     | Źródło     | Źródło       | Źródło       | Źródło      | Źródło     | Źródło     | Źródło     | Źródło     | Źródło    | Źródło    | Źródło    | Źródło      | Źródło      | Źródło | Źródło | Źródło | Źródło | Źródło | Źródło | Źródło | Źródło | Źródło | Źródło | Źródło | Źródło | Źródło | Źródło | Źródło | Źródło | Źródło | Źródło | Źródło | Źródło | Źródło | Źródło | Źródło | Źródło | Źródło |
| --- | ----------- | ----------- | ----------- | ---------------------- | ---------------------- | ---------- | ------- | ------- | --------- | --------- | ---------- | ---------- | ------------ | ------------ | ----------- | ---------- | ---------- | ---------- | ---------- | --------- | --------- | --------- | ----------- | ----------- | ------ | ------ | ------ | ------ | ------ | ------ | ------ | ------ | ------ | ------ | ------ | ------ | ------ | ------ | ------ | ------ | ------ | ------ | ------ | ------ | ------ | ------ | ------ | ------ | ------ |
| Sezon 2021/2022 |             |             |             |                        |                        |            |         |         |           |           |            |            |              |              |             |            |            |            |            |           |           |           |             |             |        |        |        |        |        |        |        |        |        |        |        |        |        |        |        |        |        |        |        |        |        |        |        |        |        |
| Niżny Tagił | Niżny Tagił | Lillehammer | Lillehammer | Klingenthal            | Klingenthal            | Ramsau     | Ljubno  | Ljubno  | Willingen | Willingen | Hinzenbach | Hinzenbach | Lillehammer  | Lillehammer  | Oslo        | Oslo       | Oberhof    | Oberhof    | punkty     | punkty    | punkty    | punkty    | punkty      | punkty      | punkty | punkty | punkty | punkty | punkty | punkty | punkty | punkty | punkty | punkty | punkty | punkty | punkty |        |        |        |        |        |        |        |        |        |        |        |        |
| q | q           | -           | -           | 38                     | 40                     | 36         | 41      | 40      | -         | -         | -          | -          | -            | -            | -           | -          | -          | -          | 0          | 0         | 0         | 0         | 0           | 0           | 0      | 0      | 0      | 0      | 0      | 0      | 0      | 0      | 0      | 0      | 0      | 0      | 0      |        |        |        |        |        |        |        |        |        |        |        |        |
| Sezon 2022/2023 |             |             |             |                        |                        |            |         |         |           |           |            |            |              |              |             |            |            |            |            |           |           |           |             |             |        |        |        |        |        |        |        |        |        |        |        |        |        |        |        |        |        |        |        |        |        |        |        |        |        |
| Wisła | Wisła       | Lillehammer | Lillehammer | Titisee-Neustadt       | Villach                | Villach    | Ljubno  | Ljubno  | Sapporo   | Sapporo   | Zaō        | Zaō        | Hinterzarten | Hinterzarten | Willingen   | Willingen  | Hinzenbach | Hinzenbach | Râșnov     | Râșnov    | Oslo      | Oslo      | Lillehammer | Lillehammer | Lahti  | punkty |        |        |        |        |        |        |        |        |        |        |        |        |        |        |        |        |        |        |        |        |        |        |        |
| - | -           | -           | -           | -                      | -                      | -          | -       | -       | -         | -         | q          | q          | -            | -            | -           | -          | q          | q          | 33         | 25        | -         | -         | -           | -           | -      | 6      |        |        |        |        |        |        |        |        |        |        |        |        |        |        |        |        |        |        |        |        |        |        |        |
| Sezon 2023/2024 |             |             |             |                        |                        |            |         |         |           |           |            |            |              |              |             |            |            |            |            |           |           |           |             |             |        |        |        |        |        |        |        |        |        |        |        |        |        |        |        |        |        |        |        |        |        |        |        |        |        |
| Lillehammer | Lillehammer | Engelberg   | Engelberg   | Garmisch-Partenkirchen | Oberstdorf             | Villach    | Villach | Sapporo | Sapporo   | Zaō       | Ljubno     | Ljubno     | Willingen    | Willingen    | Hinzenbach  | Hinzenbach | Lahti      | Oslo       | Oslo       | Trondheim | Trondheim | Vikersund | Planica     | punkty      | punkty | punkty | punkty | punkty | punkty | punkty | punkty | punkty | punkty | punkty | punkty | punkty | punkty | punkty | punkty | punkty | punkty | punkty |        |        |        |        |        |        |        |
| - | -           | -           | -           | -                      | -                      | -          | -       | 39      | q         | -         | -          | -          | -            | -            | 30          | 27         | -          | -          | -          | -         | -         | -         | -           | 5           | 5      | 5      | 5      | 5      | 5      | 5      | 5      | 5      | 5      | 5      | 5      | 5      | 5      | 5      | 5      | 5      | 5      | 5      |        |        |        |        |        |        |        |
| Sezon 2024/2025 |             |             |             |                        |                        |            |         |         |           |           |            |            |              |              |             |            |            |            |            |           |           |           |             |             |        |        |        |        |        |        |        |        |        |        |        |        |        |        |        |        |        |        |        |        |        |        |        |        |        |
| Lillehammer | Lillehammer | Zhangjiakou | Zhangjiakou | Engelberg              | Garmisch-Partenkirchen | Oberstdorf | Villach | Villach | Sapporo   | Sapporo   | Zaō        | Zaō        | Willingen    | Lake Placid  | Lake Placid | Ljubno     | Ljubno     | Hinzenbach | Hinzenbach | Oslo      | Vikersund | Vikersund | Lahti       | Lahti       | punkty | punkty | punkty | punkty | punkty | punkty | punkty | punkty | punkty | punkty | punkty | punkty | punkty | punkty | punkty | punkty | punkty | punkty | punkty |        |        |        |        |        |        |
| q | q           | q           | q           | -                      | q                      | q          | q       | q       | -         | -         | q          | q          | -            | -            | -           | q          | q          | 30         | q          |           |           |           |             |             | 1      | 1      | 1      | 1      | 1      | 1      | 1      | 1      | 1      | 1      | 1      | 1      | 1      | 1      | 1      | 1      | 1      | 1      | 1      |        |        |        |        |        |        |
| Legenda |             |             |             |                        |                        |            |         |         |           |           |            |            |              |              |             |            |            |            |            |           |           |           |             |             |        |        |        |        |        |        |        |        |        |        |        |        |        |        |        |        |        |        |        |        |        |        |        |        |        |
| 1 2 3 4-10 11-30 poniżej 30 dq – dyskwalifikacja q – dyskwalifikacja w kwalifikacjach q – zawodniczka nie zakwalifikowała się - – zawodniczka nie wystartowała |             |             |             |                        |                        |            |         |         |           |           |            |            |              |              |             |            |            |            |            |           |           |           |             |             |        |        |        |        |        |        |        |        |        |        |        |        |        |        |        |        |        |        |        |        |        |        |        |        |        |

### Turniej Sylwestrowy

#### Miejsca w klasyfikacji generalnej
| Sezon     | Miejsce |
| --------- | ------- |
| 2021/2022 | 40.     |

### Korona Alp

#### Miejsca w klasyfikacji generalnej
| Sezon     | Miejsce |
| --------- | ------- |
| 2021/2022 | 53.     |

## Letnie Grand Prix

### Miejsca w klasyfikacji generalnej
| Sezon | Miejsce |
| ----- | ------- |
| 2021  | 42.     |
| 2023  | 48.     |
| 2024  | 59.     |

### Miejsca w poszczególnych konkursachLGP
stan po zakończeniu LGP 2024
| 2021 |                  |                  |                |                   |                   |                   |        |        |        |        |        |        |        |        |        |        |        |        |        |        |        |        |        |        |        |
| Wisła 17.07 | Wisła 18.07      | Courchevel 06.08 | Frenštát 15.08 | Czajkowskij 11.09 | Czajkowskij 12.09 | Klingenthal 02.10 | punkty | punkty | punkty | punkty | punkty | punkty | punkty | punkty | punkty | punkty | punkty | punkty | punkty | punkty | punkty | punkty | punkty | punkty | punkty |
| - | -                | -                | 30             | 21                | 17                | 39                | 25     | 25     | 25     | 25     | 25     | 25     | 25     | 25     | 25     | 25     | 25     | 25     | 25     | 25     | 25     | 25     | 25     | 25     | 25     |
| 2023 |                  |                  |                |                   |                   |                   |        |        |        |        |        |        |        |        |        |        |        |        |        |        |        |        |        |        |        |
| Courchevel 29.07 | Courchevel 30.07 | Szczyrk 05.08    | Szczyrk 06.08  | Râșnov 23.09      | Râșnov 24.09      | Klingenthal 07.10 | punkty | punkty | punkty | punkty | punkty | punkty | punkty | punkty | punkty | punkty | punkty | punkty | punkty | punkty | punkty | punkty | punkty | punkty | punkty |
| 25 | 26               | 33               | 26             | -                 | -                 | -                 | 16     | 16     | 16     | 16     | 16     | 16     | 16     | 16     | 16     | 16     | 16     | 16     | 16     | 16     | 16     | 16     | 16     | 16     | 16     |
| 2024 |                  |                  |                |                   |                   |                   |        |        |        |        |        |        |        |        |        |        |        |        |        |        |        |        |        |        |        |
| Courchevel 13.08 | Courchevel 14.08 | Râșnov 21.09     | Râșnov 22.09   | Klingenthal 05.10 | punkty            | punkty            | punkty | punkty | punkty | punkty | punkty | punkty | punkty | punkty | punkty | punkty | punkty | punkty | punkty | punkty | punkty | punkty | punkty |        |        |
| 38 | 37               | 28               | 32             | -                 | 3                 | 3                 | 3      | 3      | 3      | 3      | 3      | 3      | 3      | 3      | 3      | 3      | 3      | 3      | 3      | 3      | 3      | 3      | 3      |        |        |
| Legenda |                  |                  |                |                   |                   |                   |        |        |        |        |        |        |        |        |        |        |        |        |        |        |        |        |        |        |        |
| 1 2 3 4-10 11-30 poniżej 30 dq – dyskwalifikacja q – dyskwalifikacja w kwalifikacjach q – zawodniczka nie zakwalifikowała się - – zawodniczka nie wystartowała |                  |                  |                |                   |                   |                   |        |        |        |        |        |        |        |        |        |        |        |        |        |        |        |        |        |        |        |

## Puchar Interkontynentalny

### Miejsca w poszczególnych konkursachPucharu Interkontynentalnego
stan na 15 grudnia 2024
| Źródło                                                                            | Źródło            | Źródło        | Źródło        | Źródło      | Źródło      | Źródło              | Źródło              | Źródło       | Źródło       | Źródło        | Źródło        | Źródło      | Źródło      | Źródło | Źródło | Źródło | Źródło | Źródło | Źródło | Źródło | Źródło | Źródło | Źródło | Źródło | Źródło | Źródło | Źródło | Źródło | Źródło | Źródło | Źródło | Źródło | Źródło | Źródło | Źródło | Źródło | Źródło | Źródło | Źródło |
| --------------------------------------------------------------------------------- | ----------------- | ------------- | ------------- | ----------- | ----------- | ------------------- | ------------------- | ------------ | ------------ | ------------- | ------------- | ----------- | ----------- | ------ | ------ | ------ | ------ | ------ | ------ | ------ | ------ | ------ | ------ | ------ | ------ | ------ | ------ | ------ | ------ | ------ | ------ | ------ | ------ | ------ | ------ | ------ | ------ | ------ | ------ |
| Sezon 2024/2025                                                                   |                   |               |               |             |             |                     |                     |              |              |               |               |             |             |        |        |        |        |        |        |        |        |        |        |        |        |        |        |        |        |        |        |        |        |        |        |        |        |        |        |
| Zhangjiakou HS106                                                                 | Zhangjiakou HS106 | Notodden HS98 | Notodden HS98 | Falun HS100 | Falun HS100 | Bischofshofen HS142 | Bischofshofen HS142 | Villach HS98 | Villach HS98 | Oberhof HS100 | Oberhof HS100 | Lahti HS116 | Lahti HS116 | punkty | punkty | punkty | punkty | punkty | punkty | punkty | punkty | punkty | punkty | punkty | punkty | punkty | punkty | punkty | punkty | punkty | punkty | punkty |        |        |        |        |        |        |        |
| 16                                                                                | 21                | -             | -             |             |             |                     |                     |              |              |               |               |             |             | 25     | 25     | 25     | 25     | 25     | 25     | 25     | 25     | 25     | 25     | 25     | 25     | 25     | 25     | 25     | 25     | 25     | 25     | 25     |        |        |        |        |        |        |        |
| Legenda                                                                           |                   |               |               |             |             |                     |                     |              |              |               |               |             |             |        |        |        |        |        |        |        |        |        |        |        |        |        |        |        |        |        |        |        |        |        |        |        |        |        |        |
| 1 2 3 4-10 11-30 poniżej 30 dq – dyskwalifikacja - – zawodniczka nie wystartowała |                   |               |               |             |             |                     |                     |              |              |               |               |             |             |        |        |        |        |        |        |        |        |        |        |        |        |        |        |        |        |        |        |        |        |        |        |        |        |        |        |

## Puchar Kontynentalny

### Miejsca w klasyfikacji generalnej
| Sezon     | Miejsce |
| --------- | ------- |
| 2021/2022 | 42.     |

### Miejsca w poszczególnych konkursachPucharu Kontynentalnego
| Źródło                                                                            | Źródło      | Źródło    | Źródło    | Źródło   | Źródło   | Źródło    | Źródło    | Źródło     | Źródło     | Źródło    | Źródło    | Źródło   | Źródło   | Źródło      | Źródło      | Źródło | Źródło | Źródło | Źródło | Źródło | Źródło | Źródło | Źródło | Źródło | Źródło | Źródło | Źródło | Źródło | Źródło | Źródło | Źródło | Źródło | Źródło | Źródło | Źródło | Źródło | Źródło | Źródło | Źródło |
| --------------------------------------------------------------------------------- | ----------- | --------- | --------- | -------- | -------- | --------- | --------- | ---------- | ---------- | --------- | --------- | -------- | -------- | ----------- | ----------- | ------ | ------ | ------ | ------ | ------ | ------ | ------ | ------ | ------ | ------ | ------ | ------ | ------ | ------ | ------ | ------ | ------ | ------ | ------ | ------ | ------ | ------ | ------ | ------ |
| Sezon 2021/2022                                                                   |             |           |           |          |          |           |           |            |            |           |           |          |          |             |             |        |        |        |        |        |        |        |        |        |        |        |        |        |        |        |        |        |        |        |        |        |        |        |        |
| Zhangjiakou                                                                       | Zhangjiakou | Vikersund | Vikersund | Notodden | Notodden | Innsbruck | Innsbruck | Brotterode | Brotterode | Park City | Park City | Whistler | Whistler | Lake Placid | Lake Placid | punkty | punkty | punkty | punkty | punkty | punkty | punkty | punkty | punkty | punkty | punkty | punkty | punkty | punkty | punkty | punkty | punkty | punkty | punkty |        |        |        |        |        |
| 5                                                                                 | 5           | -         | -         | -        | -        | -         | -         | -          | -          | -         | -         | -        | -        | -           | -           | 90     | 90     | 90     | 90     | 90     | 90     | 90     | 90     | 90     | 90     | 90     | 90     | 90     | 90     | 90     | 90     | 90     | 90     | 90     |        |        |        |        |        |
| Legenda                                                                           |             |           |           |          |          |           |           |            |            |           |           |          |          |             |             |        |        |        |        |        |        |        |        |        |        |        |        |        |        |        |        |        |        |        |        |        |        |        |        |
| 1 2 3 4-10 11-30 poniżej 30 dq – dyskwalifikacja - – zawodniczka nie wystartowała |             |           |           |          |          |           |           |            |            |           |           |          |          |             |             |        |        |        |        |        |        |        |        |        |        |        |        |        |        |        |        |        |        |        |        |        |        |        |        |

## Letni Puchar Kontynentalny

### Miejsca w klasyfikacji generalnej
| Sezon | Miejsce |
| ----- | ------- |
| 2021  | 10.     |

### Miejsca w poszczególnych konkursachLetniego Pucharu Kontynentalnego
| Źródło                                                                            | Źródło | Źródło | Źródło | Źródło | Źródło | Źródło | Źródło | Źródło | Źródło | Źródło | Źródło | Źródło | Źródło | Źródło | Źródło | Źródło | Źródło | Źródło | Źródło | Źródło | Źródło | Źródło | Źródło | Źródło | Źródło | Źródło |
| --------------------------------------------------------------------------------- | ------ | ------ | ------ | ------ | ------ | ------ | ------ | ------ | ------ | ------ | ------ | ------ | ------ | ------ | ------ | ------ | ------ | ------ | ------ | ------ | ------ | ------ | ------ | ------ | ------ | ------ |
| 2021                                                                              |        |        |        |        |        |        |        |        |        |        |        |        |        |        |        |        |        |        |        |        |        |        |        |        |        |        |
| Kuopio                                                                            | Kuopio | Râșnov | Râșnov | Oslo   | Oslo   | punkty | punkty | punkty | punkty | punkty | punkty | punkty | punkty | punkty | punkty | punkty | punkty | punkty | punkty | punkty | punkty | punkty | punkty | punkty |        |        |
| 8                                                                                 | 6      | 6      | 5      | -      | -      | 157    | 157    | 157    | 157    | 157    | 157    | 157    | 157    | 157    | 157    | 157    | 157    | 157    | 157    | 157    | 157    | 157    | 157    | 157    |        |        |
| Legenda                                                                           |        |        |        |        |        |        |        |        |        |        |        |        |        |        |        |        |        |        |        |        |        |        |        |        |        |        |
| 1 2 3 4-10 11-30 poniżej 30 dq – dyskwalifikacja - – zawodniczka nie wystartowała |        |        |        |        |        |        |        |        |        |        |        |        |        |        |        |        |        |        |        |        |        |        |        |        |        |        |

## FIS Cup

### Miejsca w klasyfikacji generalnej
| Sezon     | Miejsce |
| --------- | ------- |
| 2021/2022 | 6.      |

### Zwycięstwa w konkursach indywidualnych FIS Cupu chronologicznie
| Lp. | Dzień      | Rok  | Miejscowość | Skocznia        | Punkt K | HS    | Skok 1 | Skok 2 | Nota      |
| --- | ---------- | ---- | ----------- | --------------- | ------- | ----- | ------ | ------ | --------- |
| 1.  | 5 września | 2021 | Ljubno      | Logarska dolina | K-85    | HS-94 | 87,0 m | 85,5 m | 225,6 pkt |

### Miejsca na podium w konkursach indywidualnych FIS Cupu chronologicznie
| Lp. | Dzień       | Rok  | Miejscowość | Skocznia             | Punkt K | HS    | Skok 1 | Skok 2 | Nota      | Lok. | Strata  | Zwyciężczyni  |
| --- | ----------- | ---- | ----------- | -------------------- | ------- | ----- | ------ | ------ | --------- | ---- | ------- | ------------- |
| 1.  | 5 września  | 2021 | Ljubno      | Logarska dolina      | K-85    | HS-94 | 87,0 m | 85,5 m | 225,6 pkt | 1.   | –       | –             |
| 2.  | 19 września | 2021 | Villach     | Villacher Alpenarena | K-90    | HS-98 | 91,0 m | 95,5 m | 210,6 pkt | 2.   | 8,6 pkt | Lara Malsiner |

### Miejsca w poszczególnych konkursachFIS Cupu
| Źródło                                                                            | Źródło  | Źródło      | Źródło      | Źródło    | Źródło    | Źródło     | Źródło     | Źródło  | Źródło  | Źródło         | Źródło         | Źródło    | Źródło    | Źródło     | Źródło     | Źródło   | Źródło  | Źródło  | Źródło  | Źródło  | Źródło | Źródło | Źródło | Źródło | Źródło | Źródło | Źródło | Źródło | Źródło | Źródło | Źródło | Źródło | Źródło | Źródło | Źródło | Źródło | Źródło | Źródło | Źródło |
| --------------------------------------------------------------------------------- | ------- | ----------- | ----------- | --------- | --------- | ---------- | ---------- | ------- | ------- | -------------- | -------------- | --------- | --------- | ---------- | ---------- | -------- | ------- | ------- | ------- | ------- | ------ | ------ | ------ | ------ | ------ | ------ | ------ | ------ | ------ | ------ | ------ | ------ | ------ | ------ | ------ | ------ | ------ | ------ | ------ |
| Sezon 2019/2020                                                                   |         |             |             |           |           |            |            |         |         |                |                |           |           |            |            |          |         |         |         |         |        |        |        |        |        |        |        |        |        |        |        |        |        |        |        |        |        |        |        |
| Szczyrk                                                                           | Szczyrk | Szczuczyńsk | Szczuczyńsk | Ljubno    | Ljubno    | Râșnov     | Râșnov     | Villach | Villach | Oberwiesenthal | Oberwiesenthal | Rastbüchl | Rastbüchl | Villach    | Villach    | punkty   | punkty  | punkty  | punkty  | punkty  | punkty | punkty | punkty | punkty | punkty | punkty | punkty | punkty | punkty | punkty | punkty | punkty | punkty | punkty |        |        |        |        |        |
| -                                                                                 | -       | -           | -           | -         | -         | -          | -          | -       | -       | -              | -              | 18        | 18        | -          | -          | 0        | 0       | 0       | 0       | 0       | 0      | 0      | 0      | 0      | 0      | 0      | 0      | 0      | 0      | 0      | 0      | 0      | 0      | 0      |        |        |        |        |        |
| Sezon 2021/2022                                                                   |         |             |             |           |           |            |            |         |         |                |                |           |           |            |            |          |         |         |         |         |        |        |        |        |        |        |        |        |        |        |        |        |        |        |        |        |        |        |        |
| Otepää                                                                            | Otepää  | Kuopio      | Kuopio      | Gérardmer | Gérardmer | Einsiedeln | Einsiedeln | Ljubno  | Ljubno  | Villach        | Villach        | Falun     | Falun     | Kandersteg | Kandersteg | Zakopane | Villach | Villach | Oberhof | Oberhof | punkty | punkty | punkty | punkty | punkty | punkty | punkty | punkty | punkty | punkty | punkty | punkty | punkty | punkty | punkty | punkty | punkty | punkty | punkty |
| 8                                                                                 | 9       | 7           | 12          | -         | -         | -          | -          | 4       | 1       | 11             | 2              | -         | -         | -          | -          | -        | -       | -       | -       | -       | 373    | 373    | 373    | 373    | 373    | 373    | 373    | 373    | 373    | 373    | 373    | 373    | 373    | 373    | 373    | 373    | 373    | 373    | 373    |
| Legenda                                                                           |         |             |             |           |           |            |            |         |         |                |                |           |           |            |            |          |         |         |         |         |        |        |        |        |        |        |        |        |        |        |        |        |        |        |        |        |        |        |        |
| 1 2 3 4-10 11-30 poniżej 30 dq – dyskwalifikacja - – zawodniczka nie wystartowała |         |             |             |           |           |            |            |         |         |                |                |           |           |            |            |          |         |         |         |         |        |        |        |        |        |        |        |        |        |        |        |        |        |        |        |        |        |        |        |